# Arrow 3
El míssil l'Arrow 3 o Hetz 3 ( hebreu: חֵץ 3‎ ) és un míssil antibalístic hipersònic exoatmosfèric, finançat, desenvolupat i produït conjuntament per Israel i els Estats Units. Realitzat per Israel Aerospace Industries (IAI) i Boeing, està supervisat per " Homa " del Ministeri de Defensa d'Israel ( hebreu: חומה‎, " muralla ") i l'Agència de Defensa de míssils dels EUA. Proporciona intercepció exo-atmosfèrica de míssils balístics (durant la part de vol espacial de la seva trajectòria), inclosos míssils balístics intercontinentals ( ICBM ) que porten ogives nuclears, químiques, biològiques o convencionals. Amb la capacitat de desviar el motor, el kill vehicle objectiu, pot canviar de direcció de manera espectacular, cosa que li permet girar per veure els satèl·lits que s'acosten. El rang de vol reportat del míssil és de fins a 2,400 km (1,500 mi).
Segons el president de l'Agència Espacial Israeliana, l'Arrow 3 pot servir com a arma antisatèl·lit, cosa que convertiria Israel en un dels pocs països del món capaços de destruir satèl·lits en òrbita.

## Rerefons
El programa de desenvolupament multimilionari Arrow és un desenvolupament conjunt entre Israel i els Estats Units.
| Contribucions dels EUA al programa l'Arrow 3 per any fiscal. Cifres en milions de dòlars dels EUA. | Contribucions dels EUA al programa l'Arrow 3 per any fiscal. Cifres en milions de dòlars dels EUA. | Contribucions dels EUA al programa l'Arrow 3 per any fiscal. Cifres en milions de dòlars dels EUA. | Contribucions dels EUA al programa l'Arrow 3 per any fiscal. Cifres en milions de dòlars dels EUA. | Contribucions dels EUA al programa l'Arrow 3 per any fiscal. Cifres en milions de dòlars dels EUA. | Contribucions dels EUA al programa l'Arrow 3 per any fiscal. Cifres en milions de dòlars dels EUA. | Contribucions dels EUA al programa l'Arrow 3 per any fiscal. Cifres en milions de dòlars dels EUA. | Contribucions dels EUA al programa l'Arrow 3 per any fiscal. Cifres en milions de dòlars dels EUA. | Contribucions dels EUA al programa l'Arrow 3 per any fiscal. Cifres en milions de dòlars dels EUA. | Contribucions dels EUA al programa l'Arrow 3 per any fiscal. Cifres en milions de dòlars dels EUA. |
| 2008                                                                                               | 2009                                                                                               | 2010                                                                                               | 2011                                                                                               | 2012                                                                                               | 2013                                                                                               | 2014                                                                                               | 2015                                                                                               | 2016                                                                                               | 2017                                                                                               |
| -------------------------------------------------------------------------------------------------- | -------------------------------------------------------------------------------------------------- | -------------------------------------------------------------------------------------------------- | -------------------------------------------------------------------------------------------------- | -------------------------------------------------------------------------------------------------- | -------------------------------------------------------------------------------------------------- | -------------------------------------------------------------------------------------------------- | -------------------------------------------------------------------------------------------------- | -------------------------------------------------------------------------------------------------- | -------------------------------------------------------------------------------------------------- |
| 20,0                                                                                               | 30,0                                                                                               | 50.036                                                                                             | 58.966                                                                                             | 66.220                                                                                             | 74.700                                                                                             | 74.707                                                                                             | 74.707                                                                                             | 89.550                                                                                             | 204.893                                                                                            |
| 2018                                                                                               | 2019                                                                                               | 2020                                                                                               | 2021                                                                                               | 2022                                                                                               | 2023                                                                                               | 2024                                                                                               | 2025                                                                                               | 2026                                                                                               | 2027                                                                                               |
| 310,0                                                                                              | 80,0                                                                                               | 55,0                                                                                               | 77,0                                                                                               | | | | | | |

L'agost de 2008, els governs d'Israel i dels Estats Units van començar el desenvolupament d'un component de nivell superior per al Comandament de Defensa Aèria d'Israel, conegut com Arrow 3, "amb una proporció de morts al voltant del 99 per cent". El desenvolupament es basa en un estudi de definició d'arquitectura realitzat el 2006-2007, que determina la necessitat d'integrar el component de nivell superior al sistema de defensa de míssils balístics d'Israel. Segons Arieh Herzog, llavors director de l'Organització de Defensa de míssils d'Israel (IMDO), l'element principal d'aquest nivell superior serà un interceptor exoatmosfèric, que seran desenvolupats conjuntament per IAI i Boeing.
| «                                                                                     | El disseny de l'Arrow 3 promet ser un sistema extremadament capaç, més avançat que el que hem provat mai als EUA amb els nostres programes. […] Això té a veure amb els cercadors que tenen una major flexibilitat i altres aspectes, com els sistemes de propulsió: serà un sistema molt capaç. | » |
| — Lieutenant General Patrick J. O'Reilly, Director of the U.S. Missile Defense Agency | |   |

El nou component també requereix la integració de la capacitat de detecció, seguiment i discriminació d'abast més llarg, més enllà del que proporcionen els radars "Green Pine" i "Super Green Pine" utilitzats amb l'Arrow 2. Entre els sensors avançats considerats per al futur sistema multinivell d'Israel, hi ha sensors electroòptics aerotransportats desplegats en vehicles aeris no tripulats que volen alts i futurs radars "Green Pine" millorats, així com el radar AN/TPY-2 ja desplegat a Israel. i operat per les forces nord-americanes.

## Desenvolupament

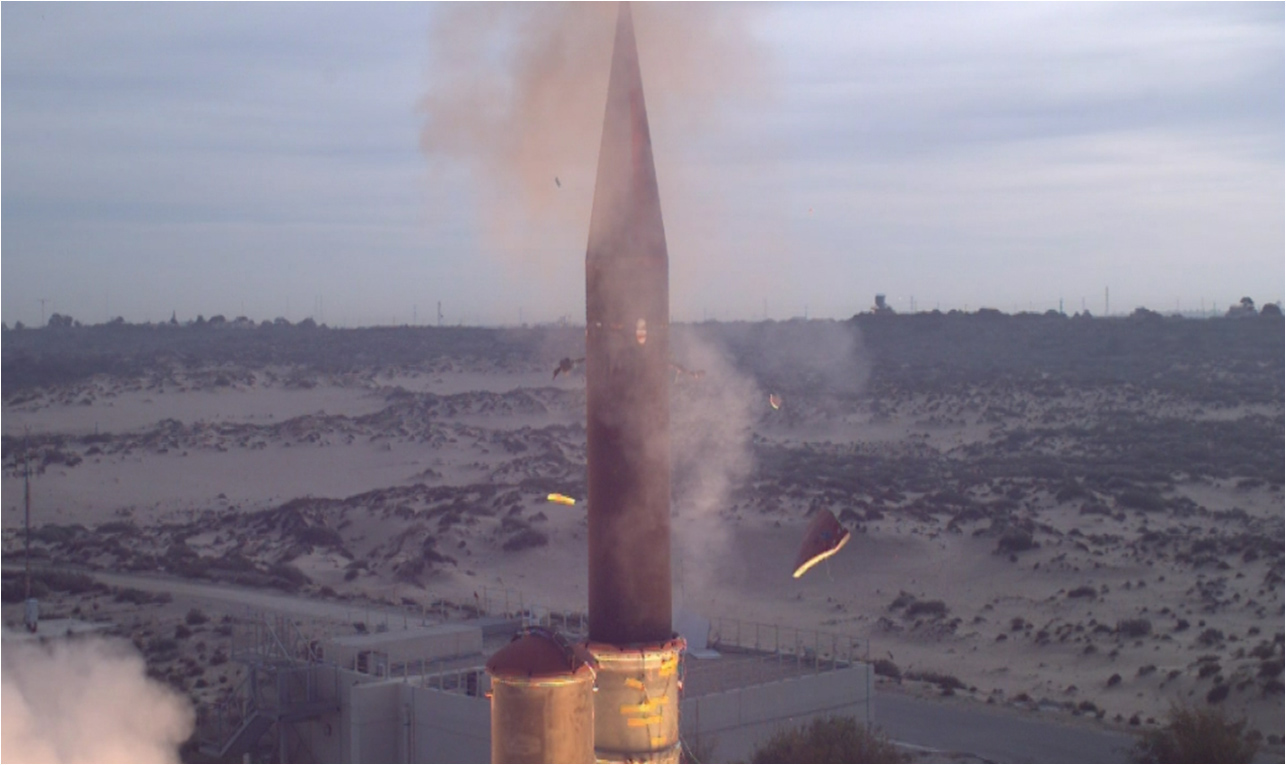
Arrow 3 llançament el febrer de 2013.

L'IAI va començar les proves preliminars de l'Arrow 3 el 2011. L'empresa no especificarà quines proves s'han realitzat, però formen part dels preparatius per a una prova de sortida completa. El 23 de gener de 2012, el Ministeri de Defensa israelià va publicar fotografies i vídeos de les recents proves de sortida amb èxit des de la base aèria de Palmachim. Durant les proves, es va llançar un model del míssil interceptor per comprovar el sistema d'arrencada i propulsió, així com altres sensors de seguiment.
El 23 de gener de 2012, IAI va anunciar un acord per treballar conjuntament en l'Arrow 3 amb Boeing. Boeing és responsable del 40-50 per cent del contingut de producció de l'Arrow 3. El contingut de treball esperat inclou carcases, cobertor, recipient, caixa forta i dispositius de braç/encesa, dispositius d'alimentació (bateries) i unitats de navegació inercial, així com diversos paquets d'aviònica i actuadors i vàlvules.
El 25 de febrer de 2013, es va realitzar una prova de llançament de l'Arrow 3 des de la base aèria de Palmachim. El llançament va provar el control de míssils i els motors. Segons una font de defensa superior, el míssil va obtenir una velocitat hipersònica i va arribar a una altitud de 100 km (62 mi), entrant a l'espai. Va seguir diversos objectes, com ara estrelles, i va guanyar més altitud. El seu motor es va aturar després de sis minuts.
El 3 de gener de 2014, es va dur a terme una altra prova amb èxit de l'Arrow 3 des de la base aèria de Palmachim. Durant la prova, l'interceptor va entrar a l'espai i va realitzar una sèrie de maniobres en resposta a un míssil enemic virtual entrant. La prova va implicar l'activació de dos dels motors de l'interceptor, el primer dels quals el va portar a l'espai, i el segon li va permetre realitzar maniobres complexes.
El desembre de 2014, una prova destinada a estrenar les capacitats d'intercepció exoatmosfèrica de l'Arrow 3 s'ha caracteritzat com una "no prova", atès que "les condicions no permetien" el llançament real del míssil interceptador.
El 19 de febrer de 2018, va tenir lloc a Israel la prova de vol de l'Arrow 3. Una altra prova va tenir lloc el 22 de gener de 2019.
En una sèrie de proves el juliol de 2019 al complex del port espacial del Pacífic a Kodiak, Alaska, el sistema l'Arrow 3 va interceptar amb èxit 3 coets "enemics", un d'ells fora de l'atmosfera. Les proves van demostrar la capacitat de l'Arrow 3 per interceptar objectius exo-atmosfèrics.

## Especificacions
Israel Aerospace Industries va anunciar el juny de 2009 el mètode d'intercepció exoatmosfèric patentat l'Arrow 3 que inclou un interceptor de dues etapes, com l'Arrow 2, però basat exclusivament en la tecnologia hit-to-kill. A diferència de la majoria kill vehicles, que utilitzen propulsió líquida o gasosa, el nou vehicle matança israelià serà propulsat per un motor de coet normal equipat amb una boquilla de vector d'empenta. També estarà equipat amb un cercador amb suport cardan per a la cobertura hemisfèrica. En mesurar la propagació de la línia de visió del cercador en relació amb el moviment del vehicle, el kill vehicle utilitza la navegació proporcional per desviar el seu rumb i alinear-se exactament amb la trajectòria de vol de l'objectiu. Joseph Hasson, dissenyador en cap de míssils de l'IAI, que va patentar el nou kill vehicle amb la seva col·lega Galya Goldner, diu que el concepte és relativament senzill, fiable i econòmic, i es basa en tecnologies madures. A més, la capacitat de desviació i l'agilitat del kill vehicle redueixen la necessitat de sistemes de detecció i seguiment, que solen acompanyar les morts exoatmosfèriques assistides per sensors remots. L'IAI va mostrar un model a mida completa del míssil l'Arrow 3 i el seu kill vehicle al Saló Aeri de París de juny de 2009.
L'Arrow 3 és capaç d'interceptar míssils balístics, especialment aquells que porten armes de destrucció massiva, a altituds superiors a 100 km (62 mi), i en rangs més grans. També podria ser basat en vaixells. L'Arrow 3 és més ràpid que l'Arrow2 i una mica més petit, pesa gairebé la meitat.
S'espera que una bateria d'Arrow 3 intercepti les salves de més de cinc míssils balístics en 30 segons. L'Arrow 3 es pot llançar a una àrea de l'espai abans que se sàpiga on va el míssil objectiu. Quan s'identifiquen l'objectiu i el seu recorregut, l'interceptor de fletxa es redirigeix mitjançant el seu broquet vector d'empenta per tancar la bretxa i realitzar una intercepció "cos a cos".
L'Arrow 3 pot tenir un cost de cicle de vida de 30 anys reduït. Hauria d'utilitzar el mateix sistema de llançament que l'Arrow 2. El 2010 es va informar que costava entre 2 i 3 milions de dòlars per unitat, mentre que el cost del programa es va estimar en 700-800 milions de dòlars durant tres anys.
Segons nombrosos experts israelians, inclòs el professor Yitzhak Ben Yisrael, antic director de l'Administració israeliana per al desenvolupament d'armes i infraestructures tecnològiques i actualment president de l'Agència Espacial Israeliana, també és possible que l'Arrow 3 pugui servir com a arma antisatèl·lit.

## Producció
Stark, una filial nord-americana d'Israel Aerospace Industries, va ser escollida per a fabricar els contenidors de l'Arrow 3, i va fer el primer lliurament el setembre de 2018.

## Desplegament
Segons Jane's Defense Weekly el 2013, una sol·licitud que descriu l'expansió d'una instal·lació de la Força Aèria Israeliana a Tal Shahar, aproximadament a mig camí entre Jerusalem i Ashdod, a prop de Beit Shemesh, indica que amb tota seguretat s'utilitzarà per a quatre llançadors l'Arrow 3 als llocs. tallat als turons circumdants. La data estimada de finalització seria al voltant de finals de 2014. Cadascun dels quatre llançadors tindrà sis míssils per a un total de 24 interceptors. Els plans de la base es van revelar en una sol·licitud de contracte habitual del Departament de Defensa dels Estats Units. l'Arrow 3 es va declarar operatiu el 18 de gener de 2017.
El 31 d'octubre de 2023, un míssil l'Arrow 2 va interceptar un míssil balístic de llarg abast llançat a Israel des dels houthis al Iemen. Això marca el seu primer ús operatiu durant una guerra i la seva primera intercepció d'un míssil balístic terra-terra. Com que la intercepció es va produir fora de l'atmosfera terrestre, es considera que és la primera instància de guerra espacial.
El 9 de novembre de 2023, per primera vegada, l'Arrow 3 va interceptar amb èxit un míssil Houthi que es dirigia des del Iemen fins a la ciutat més al sud del país, Eilat.
El 13 d'abril de 2024, l'Iran va dur a terme un atac massiu de míssils i drons, dirigit als principals centres militars d'Israel, l'atac va ser interceptat i frustrat per sistemes d'intercepció de míssils, com el sistema israelià Arrow 3, amb la cooperació dels Estats Units. Estats Units, Jordània, Regne Unit i França el 14 d'abril de 2024.

## Exportacions
- Azerbaidjan – va estar considerant comprar el sistema durant les tensions del 2021 amb l'Iran.[42]
- Alemanya – està comprant el sistema com a part de la Iniciativa Europea de l'Escut del Cel per defensar-se dels míssils russos.[43] El Bundestag va aprovar un acord el juny de 2023 amb els sistemes que s'esperava que estarien en funcionament el 2025.[44][45] L'acord va rebre l'aprovació dels EUA l'agost de 2023.[46] El ministeri de defensa d'Israel va dir que l'acord , valorat en 3.500 milions de dòlars, és la compra de defensa més gran de la història d'Israel.[47]